# Mathew Ector
Mathew Duncan Ector (Condado de Putnam, 28 de Fevereiro de 1822 - Tyler, 29 de Outubro de 1879) foi um legislador norte-americano, jurista do Texas, e um general do exército dos estados confederados durante a Guerra Civil Americana.

## Primeiros anos
Matthew Duncan Ector nasceu no Condado de Putnam, Geórgia, filho de Hugh e Dorothy Ector. A família mudou-se para Greenville, Geórgia, logo em seguida. Ele foi educado no Colégio Centre em Danville, Kentucky, antes de estudar lei no escritório de Hiram B. Warner. Ector serviu um único termo no legislativo estadual de Geórgia em 1842 antes de se mudar para o Texas em 1850.
Ele foi admitido à barra em 1851, em Henderson, Texas, e começou a prática da lei. Nesse mesmo ano, casou-se com Letitia Graham, que morreu em 1859. Em 1856, ele foi eleito para a Câmara dos Deputados do Texas do Condado de Rusk.
Em Atlanta, em 1864, ele casou Sallie P. Chew. Uma filha deste casamento, Anne Ector, se tornou a esposa do governador da Louisiana Ruffin (1916-1920).

## Legado
O condado de Ector, Texas foi nomeado após ele.